# Jeff Richards
Jeff Richards (* 1. November 1924 in Portland, Oregon als Richard Mansfield Taylor; † 28. Juli 1989 in San Bernardino, Kalifornien) war ein US-amerikanischer Minor-League-Baseballspieler und Filmschauspieler. Zeitweise wurde er im Abspann auch als Dick Taylor und Richard Taylor bezeichnet.
Bekannt wurde er in der Rolle des Benjamin Pontipee in Eine Braut für sieben Brüder (1954). Hierfür erhielt er mit George Nader und Joe Adams den Golden Globe für den besten Nachwuchsdarsteller.

## Leben

### Frühes Leben
Taylor war das mittlere von drei Kindern. Er schloss sich im Zweiten Weltkrieg der United States Navy an und diente bis 1946.
Nach Kriegsende spielte Tylor ein Jahr lang die Position des Shortstop bei den Portland Beavers und wechselte dann zu den Salem Senators. Seine Baseballkarriere endete, nachdem er sich einen Bänderriss zugezogen hatte und nicht mehr spielen konnte.

### Anfänge als Schauspieler
Anschließend zog er nach Hollywood, um dort eine Filmkarriere zu beginnen. Bei seinen ersten Filmen bei Warner Brothers wie The Big Punch (1948), Schweigende Lippen (1948), Fighter Squadron (1948) und The Girl from Jones Beach (1949) wurde er nicht im Abspann genannt. Bei 20th Century Fox erhielt er in Mother Is a Freshman (1949) und Im Dutzend billiger ebenfalls nur kleine Rollen. Bei Columbia hatte er in Kill the Umpire (1950) einen etwas größeren Auftritt als Richard Taylor, hierfür erfolgte erstmals eine Nennung im Abspann.

### MGM
Als er zu Metro-Goldwyn-Mayer wechselte, änderte er seinen Namen in Jeff Richards.
Bei den Filmen Tödliches Pflaster Sunset Strip (1951) mit Mickey Rooney, The Tall Target (1951) mit Dick Powell und Paula Raymond sowie The People Against O’Hara (1951) mit Spencer Tracy wurde er im Abspann nicht genannt. In Angels in the Outfield (1951) spielte er eine Nebenrolle als Baseballspieler.
Richards spielt auch kleine Rollen in Just This Once (1952) mit Peter Lawford, The Sellout (1952) mit Walter Pidgeon, Desperate Search (1952), Stadt der Illusionen (1952) mit Kirk Douglas, Above and Beyond (1952) mit Jane Greer und Arzt im Zwielicht (1953) mit Humphrey Bogart. Eine etwas größere Rolle spielte er in Code Two (1953) mit Ralph Meeker.

### Karrierehöhepunkt
In Big Leaguer (1954) spielte er seine erste größere Rolle. Auch in Seagulls Over Sorrento (1954) erhielt er einen größeren Part. In Eine Braut für sieben Brüder (1954) spielte er die dritte Hauptrolle hinter Howard Keel und Jane Powell. Der Film war ein großer Erfolg und machte Richards bekannt. MGM begann ihn als Star aufzubauen. Dore Schary, Leiter des Studios, äußerte 1955 in einem Presse-Interview, dass der Schauspieler einen enormen persönlichen Charme besitze.
MGM sah ihn als Star des geplanten Filmprojekts O’Kelley’s Eclipse vor. Es kam aber nicht dazu. Er war für Alarm im Weltall angekündigt, erschien aber nicht im fertigen Film. Bar Sinister mit Roger Moore wurde ebenfalls angekündigt und nicht realisiert. Die Filme The Marauders, It’s a Dog’s Life und The Opposite Sex machten alle Verlust und MGM verlor die Begeisterung für Richards. Er begann beim Fernsehen zu arbeiten und übernahm Gastrollen in The Web (1957) und Suspicion.
Richards spielte in einer Nebenrolle in Geh nicht zu nah ans Wasser (1957) mit Glenn Ford. Im April 1957 erhielt er die Freigabe von seinem Vertrag bei MGM.

### Nach MGM
Richards wirkte 1958 in den Filmproduktionen The Millionaire und Born Reckless (1958) von Warner Brothers mit. Ebenfalls 1958 übernahm Richards in der NBC-Westernserie Jefferson Drum die Titelrolle. Nach zwei Staffeln mit insgesamt 26 Folgen wurde die Serie Ende 1959 eingestellt.
1959 spielte er im Film Island of Lost Women von Jaguar Productions die Hauptrolle. Dort unterschrieb er auch einen Fünfjahresvertrag mit zwei Filmen pro Jahr, die er dann aber nicht drehte. Seine letzte Hauptrolle übernahm er 1960 im Film The Secret of the Purple Reef, seine letzte Rolle spielte er 1966 im Film Waco. Er zog sich aus dem öffentlichen Leben zurück und arbeitete offenbar in späteren Jahren als Zimmermann, unter anderem auch an Sets von Hollywood-Filmen.

## Privatleben
Richards heiratete 1954 Shirley Sibre. 1955 ließ er sich scheiden und heiratete Vickie Flaxman und sie bekamen 1957, bevor sie sich scheiden ließen, einen Sohn. Sie heiratete später den Schauspieler Van Williams.
Jeff Richards starb im Alter von 64 Jahren an akuten Atemversagen. Er wurde auf dem Riverside National Cemetery in Riverside, Kalifornien, gegraben.

## Filmografie (Auswahl)
- 1948: The Big Punch
- 1948: Schweigende Lippen (Johnny Belinda)
- 1949: Der Liebesprofessor (Mother Is a Freshman)
- 1949: Venus am Strand (The Girl from Jones Beach)
- 1950: Im Dutzend billiger (Cheaper by the Dozen)
- 1950: Kill the Umpire
- 1951: Verschwörung im Nachtexpreß (The Tall Target)
- 1951: Tödliches Pflaster Sunset Strip (The Strip)
- 1951: Der Mordprozeß O’Hara (The People Against O’Hara)
- 1951: Angels in the Outfield
- 1952: Verkauft und verraten (The Sellout)
- 1952: Nur dies eine Mal (Just This Once)
- 1952: Desperate Search
- 1952: Stadt der Illusionen (The Bad and the Beautiful)
- 1952: Die letzte Entscheidung (Above and Beyond)
- 1953: Arzt im Zwielicht (Battle Circus)
- 1953: Code Two
- 1953: Big Leaguer
- 1954: Seagulls Over Sorrento
- 1954: Eine Braut für sieben Brüder (Seven Brides for Seven Brothers)
- 1955: Ein Mann liebt gefährlich (Many Rivers to Cross)
- 1955: Umzingelt (The Marauders)
- 1955: Ein Hundeleben (It’s a Dog’s Life)
- 1956: Viva Las Vegas (Meet Me in Las Vegas)
- 1956: Das schwache Geschlecht (The Opposite Sex)
- 1957: Geh nicht zu nah ans Wasser (Don’t Go Near the Water)
- 1958: Born Reckless
- 1958: Jefferson Drum (Fernsehserie, 26 Folgen)
- 1959: Island of Lost Women
- 1960: Am Fuß der blauen Berge (Laramie, Fernsehserie, Folge 2x11)
- 1960: The Secret of the Purple Reef
- 1961: Tausend Meilen Staub (Rawhide, Fernsehserie, Folge 3x21)
- 1966: Wyoming-Bravados (Waco)